# Charles Joseph La Trobe
Charles Joseph La Trobe (20 de marzo de 1801 – 4 de diciembre de 1875)
Fue teniente gobernador de la colonia Victoria en Australia (ahora estado australiano). Es un personaje importante en la historia debido a las actividades relacionadas con su vida política y científica (esta última de manera no profesional) ejercidas durante su vida. En México se debe a que es el autor de la frase: "La ciudad de los palacios", que denomina a la Ciudad de México, y que erróneamente se le atribuye al ilustre alemán Alexander von Humboldt.

## Genealogía
La dinastía La Trobe  incluye algunos personajes importantes.
- Charles Joseph La Trobe, nacido en Londres, era hijo de Christian Ignace Latrobe, descendiente de una familia de hugonotes.
- Su tatara tatara abuelo, Jean Henri Bonneval La Trobe, abandonó la Francia, después de La Revocación del Edicto de Nantes para ir a  Irlanda.
- El nieto de Henri, Benjamin La Trobe, se convirtió en pastor de la Iglesia Morava en Inglaterra.
- Christian Ignace La Trobe, primogénito de Benjamin, fue ordenado de la misma manera en pastor de la Iglesia Morava y en 1787 vino a ser Secretario de la Sociedad de Hermanos Moravos. Christian Ignace fue un músico y compositor consumado. Fue amigo de Joseph Haydn y se le considera introductor de la música sacra en Inglaterra. A instancias de su padre militó en la lucha contra el esclavismo.

## Breve Biográfica
La Trobe nació en Londres, hijo de Christian Ignace Latrobe de origen hugonote. Al parecer fue educado en Suiza, apasionado del alpinismo y miembro del Club Alpino efectuó un número considerable de ascensos a los Alpes Suizos entre 1824 y 1826. En 1832, visitó los Estados Unidos en compañía del Conde Albert de Pourtalès y en 1834 se trasladó hacia Nueva Orleans y posteriormente a México junto con el escritor Washington Irving. Según el mismo Irving: "Era un hombre de mil ocupaciones a la vez, botánico, geólogo, cazador de coleópteros y de mariposas, amateur de la música, grafista, un virtuoso, era infatigable en todo, siendo un tanto deportista."
La Trobe publicó escritos acerca de sus viajes describiendo sus experiencias:
The Alpenstock (1829), The Pedestrian (1832), The Rambler in North America (1835) (El paseante en Norteamérica), and The Rambler in Mexico (1836). (El paseante en México).

## Teniente-gobernador en Australia

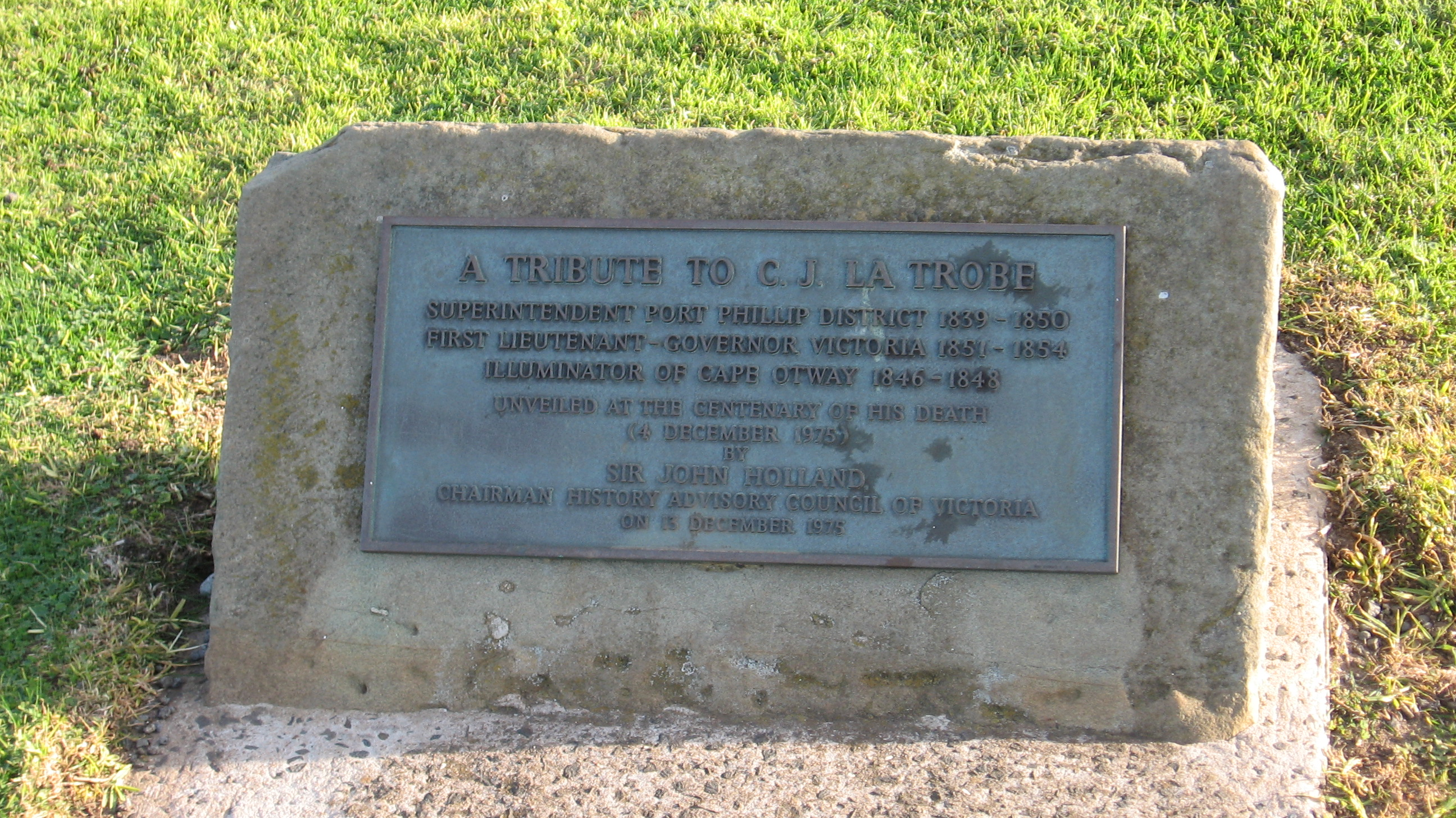
Placa Conmemorativa en Cape Otway.

En 1837 tuvo a su cargo una misión gubernamental británica en las Antillas y emitió un informe sobre la evolución de la educación de los esclavos recientemente liberados. Después fue enviado a Port Phillip (hoy Melbourne) distrito de la Nueva Gales del Sur en 1839 como director con escasa experiencia dentro de la gestión gubernamental y administrativa. Era un hombre cultivado y ecléctico, pero no tenía formación alguna como militar ni de mando. Melbourne con una población de casi 3.000 personas en aquella época era una ciudad en plena expansión. La Trobe descubrió una ciudad insalubre pero a pesar de ello importante. Intentó aminorar los asesinatos en la misma y en las calles. En el distrito de Port Phillip, todas las ventas de terrenos, los permisos de construcción y las nominaciones del personal administrativo eran aprobadas por el gobernador de la Nueva Gales del Sur, George Gipps, con quien La Trobe tuvo buenas relaciones de trabajo.
En 1840 una asociación se constituyó para que Port Phillip se constituyera como colonia aparte. En 1841, La Trobe escribió a Gipps pidiéndole presentarse en Melbourne para dar su opinión sobre la cuestión de la creación de un nuevo estado.
La Trobe tenía funciones como Teniente-Gobernador del territorio de Van Diemen sin tener la calidad oficial durante cuatro meses en 1846-1849. En 1851, La Trobe fue nombrado Teniente-Gobernador de manera oficial durante tres años hasta 1854 año en que la Colonia Victoria obtuvo su separación de Nueva Gales del Sur. La Trobe, quien sufrió críticas en razón de su inexperiencia política, presentó su dimisión en diciembre de 1852 y tuvo que esperar la llegada de Charles Hotham, su sucesor. Recién liberado de su mandato político, su esposa Sophie, cayó gravemente enferma y murió en 1854, dejándolo con tres hijas y un hijo. Regresó a Europa el mismo año.
El 3 de octubre de 1855 desposó a su cuñada Rose Isabelle de Montmollin (1821-83).
Vivió su retiro en Inglaterra. Perdió la vista y posteriormente murió en Litlington cerca de Eastbourne el 4 de diciembre de 1875

## El Legado de La Trobe

### En Australia

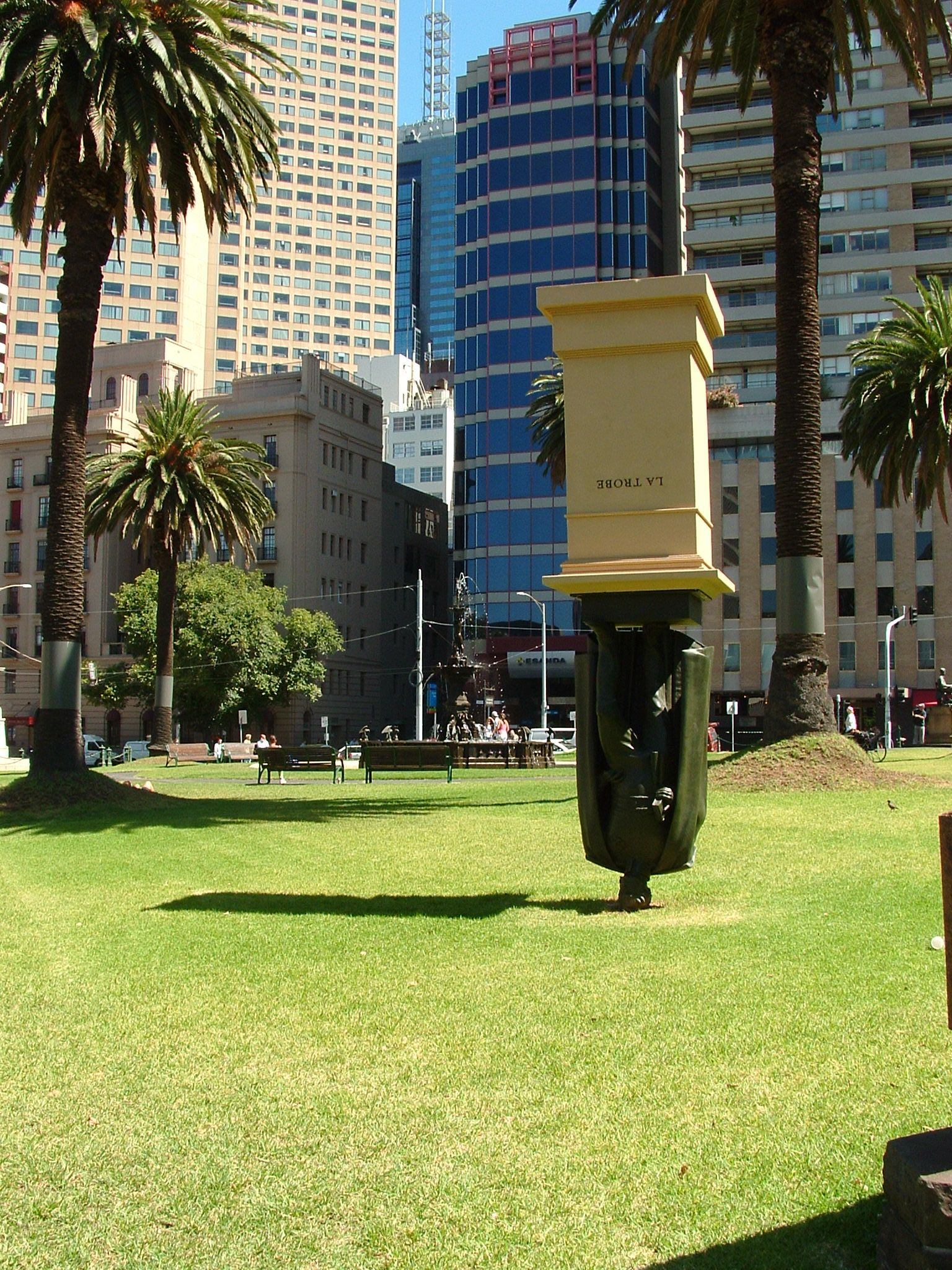
Efigie de La Trobe cerca de Parliament Station.

Una buena parte de los sitios de la misma Melbourne, Parques y Jardines son atribuidos al espíritu civilizador de La Trobe ejercido en Melbourne y Victoria. Se incluye: La Trobe University (Universidad Latrobe), La Trobe Street (Calle La Trobe) el Latrobe Valley (Valle Latrobe) e incluso en la Biblioteca Estatal de Victoria, en donde existe una sala de lectura con su nombre.

#### Las Llaves de Geelong
Charles La Trobe también está relacionado con el descubrimiento de una evidencia menor que sugiere la exploración europea temprana de Australia. En 1847 en Limeburners Point cerca de Geelong Victoria, La Trobe, que era una geólogo amateur, se encontraba examinando las conchas de un antiguo horno de cal, cuando un trabajador le mostró un juego de 5 llaves que afirmaba haber hallado, llaves que fueron nombradas las Llaves de Geelong. La Trobe concluyó que las llaves pudieron haber sido olvidadas en la playa hacía unos tres siglos atrás. En 1977 Kenneth McIntyre formuló la hipótesis de que fueron olvidadas por marinos portugueses al mando de Cristóvão de Mendonça. Pero como las Llaves fueron extraviadas, su origen no puede ser verificado. Sin embargo la investigación geológica de Edmund Gill y P.F.B. Alsop muestran que la edad de los depósitos en donde fueron halladas están datados con 2330-2800 años de antigüedad, haciendo la teoría de La Trobe difícil de comprobar. El error de La Trobe es entendible ya que en 1847 muchas personas pensaban que el mundo tenía 6000 años de edad.

### A México
Aunque existe un margen de tiempo notable entre la visita del Sabio Alexander von Humboldt y la visita de este ilustre inglés a la Ciudad de México, por algún error la frase "La ciudad de los palacios" fue atribuida a Humboldt y no a La Trobe. Muy posiblemente una confusión en el registro de estas visitas pudo ser la causa. "Look at their works: the moles aqueducts, churchs, roads and The Luxurious City of Palaces" (Míra sus obras: Las moles, acueductos, iglesias, caminos y la Lujosa "Ciudad de los Palacios"